# 傑克·康格
傑克·康格（英語：Jack Conger；1994年9月26日—）是一位美國游泳運動員，擅長仰泳、蝶泳和自由式。他獲得了代表美國參加2016年奧運會的4×200米自由泳接力比賽的資格。

## 外部連結
- USA Swimming bio:  Jack Conger

1. ↑  .   [2016-08-09]. （原始内容存档于2016-04-17）.